# Granica azersko-irańska
Granica azersko-irańska to granica międzypaństwowa dzieląca terytoria Azerbejdżanu i Iranu, ciągnąca się na długości 611 km.

## Historia
Traktatami w Golestan (1813) oraz Turkmenchay (1828) potwierdzono zdobycze terytorialne Imperium Rosyjskiego kosztem Persji. Granica, którą wtedy wytyczono przetrwała w niezmienionym kształcie do dzisiaj. Od 1991 roku jest to granica irańsko-azerska.